# Louann, Arkansas
Louann là một thị trấn thuộc quận Ouachita, tiểu bang Arkansas, Hoa Kỳ. Năm 2010, dân số của thị trấn này là 164 người.

## Dân số
- Dân số năm 2000: 195 người.
- Dân số năm 2010: 164 người.